# Origne (Gironda)
Origne è un comune francese di 174 abitanti situato nel dipartimento della Gironda nella regione della Nuova Aquitania.

## Società

### Evoluzione demografica
Abitanti censiti